# Bethalus aureoniger
Bethalus aureoniger är en kräftdjursart som beskrevs av Barnard 1937. Bethalus aureoniger ingår i släktet Bethalus och familjen Armadillidae. Inga underarter finns listade i Catalogue of Life.